# Ameixeiras (Forcarey)
Ameixeiras es un pueblo de la parroquia de Magdalena de Montes, en el ayuntamiento de Forcarey, en la provincia de Pontevedra. En el año 2007 tenía 11 habitantes, 4 hombres y 7 mujeres; lo que supone un incremento de 2 habitantes en relación con el año 2006.

## Lugares de Magdalena de Montes
| Lugares de la parroquia de Magdalena de Montes en el ayuntamiento de Forcarey (provincia de Pontevedra)                      |
| --- |
| Ameixeiras \| Os Codesás \| A Graña \| A Madalena \| San Xusto \| Sanguñedo \| Soutelo de Montes \| Trasdomonte \| Ventosela |

- Datos: Q12382916
- Multimedia: Ameixeiras, A Madanela de Montes, Forcarei / Q12382916